# Пьяный мастер 2
«Пьяный мастер 2» (кит. 醉拳II, англ. Drunken Master II, букв. Пьяный кулак 2) — гонконгский фильм с Джеки Чаном в роли легендарного китайского народного героя Вон Фэйхуна. Фильм имеет альтернативное русское название — «Легенда о пьяном мастере» (англ. Legend of the Drunken Master). Премьера картины состоялась 3 февраля 1994 года в Гонконге. Хотя фильм и является продолжением «Пьяного мастера», он разительно отличается от оригинала.

## Сюжет
Вон Фэйхун неожиданно узнаёт о делах британского консула, который пытается тайно вывезти из Китая древние артефакты, чтобы потом продать их на черном рынке. Вон, любящий свою страну, пытается помешать консулу. Однако этому невольно противодействует его отец, известный в городе врач. Отец запрещает Фэйхуну заниматься искусством «пьяного кунг-фу», считая, что пьяные драки — недостойное занятие для молодого парня. Но Вона поддерживает его мачеха (Анита Муй), особенно после нападения на нее агентов консула, которых Вон побил и прогнал. Отец же, узнав о драке с участием его жены, устраивает скандал и лишает сына наследства. Фэйхун возвращается в семью и просит у отца прощения, но продолжает заниматься кунг-фу и по-прежнему хочет остановить консула.
Тем временем ситуация с китайскими артефактами обостряется, поскольку рабочие одного из заводов, замешанных в контрабанде артефактов, узнали о махинациях консула и его агентов, которые сами были китайцами по происхождению. Китайские рабочие живут почти что в рабстве: при каждой попытке обратиться к начальству телохранители консула избивают и унижают их. Фэйхун и один из его друзей решают разобраться с этой проблемой, но попадают в ловушку и едва избегают казни благодаря выкупу, который выплатил за них отец главного героя. Но после того, как отец уезжает по делам, Фэйхун вместе с отрядом рабочих решает наказать консула и его агентов.
Отряд Вона проникает на завод, где сталкивается сопротивлением людей консула. Часть этих людей, однако, позже отказывается принимать участие в бою: они, как и Фейхун, на самом деле стоят за Китай, а на службу к консулу пошли только из-за денег, давших им возможность прокормить семьи. Оставшиеся продолжают сражаться. Фэйхун одного за другим побеждает самых сильных бойцов. Однако он не может справиться с главным телохранителем консула, превосходящим его в росте, силе и быстроте. Телохранитель избивает Фэйхуна, сбрасывая его, в итоге, на раскалённые угли. Обожженный и избитый Вон близок к проигрышу. Но тут в его руки попадает сосуд с применяемым на заводе техническим спиртом. Выпив спирта и опьянев, Фэйхун получает возможность использовать «пьяный стиль» кунг-фу, не имеющий себе равных. Телохранитель консула, не владеющий таким стилем, терпит поражение, а победивший его Вон падает без сознания.
Наутро в городе праздник: британский консул выслан из страны, и артефакты возвращены в китайские музеи. Однако Вон Фэйхун не может принять участия в празднике: он травмирован, а также страдает от сильного похмелья.

## В ролях
| Актёр      | Роль                  |
| ---------- | --------------------- |
| Джеки Чан  | Вон Фэйхун            |
| Анита Муй  | Лин, жена Вон Кхэйина |
| Ти Лун     | Вон Кхэйин            |
| Феликс Вон | торговец рыбой Чхань  |
| Лю Цзялян  | Фук Манькхэй          |
| Кен Ло     | Джон                  |
| Хо Винфон  | А Фон                 |
| Чинь Калок | Фо Сан                |
| Лау Каюн   | ученик Чханя          |
| Чён Чикуон | Чхоу                  |
| Хо Сун Пак | Генри                 |
| Энди Лау   | Чён Хоклён            |

## Награды и номинации
31-й Тайбэйский кинофестиваль Golden Horse (1994) — награда в следующей категории:
- Лучшая хореография боевых сцен — Лю Цзялян

14-я Гонконгская кинопремия (1995)
Номинация:
- Лучшая киномонтажная работа — Питер Чён

Награда в категории:
- Лучшая хореография — Лю Цзялян

3-я церемония награждения Fantasia Film Festival — награда в следующей категории:
- Лучший азиатский фильм — Джеки Чан, Лю Цзялян[3]